# Boys Like Girls (album)
Pour l’article homonyme, voir Boys Like Girls.
Albums de Boys Like Girls
Love Drunk
(2009)
Boys Like Girls est le premier album du groupe Boys Like Girls sorti le 22 août 2006.

## Titre des chansons
| No  | Titre                     | Durée |
| --- | ------------------------- | ----- |
| 1.  | The Great Escape          |       |
| 2.  | Five Minutes To Midnight  |       |
| 3.  | Hero/Heroine              |       |
| 4.  | Top of the World          |       |
| 5.  | Thunder                   |       |
| 6.  | Me, You And My Medication |       |
| 7.  | Up Against The Wall       |       |
| 8.  | Dance Hall Drug           |       |
| 9.  | Learning To Fall          |       |
| 10. | Heels Over Head           |       |
| 11. | Broken Man                |       |
| 12. | Holiday                   |       |